# Sant Ramon (llaüt 1904)
El Sant Ramon de Vilassar de Mar és un llaüt quillat construït el 1904 a Campelló, Alacant, pel mestre d'aixa Gerónimo Lloret. És un dels vaixells de vela llatina més antics i més grans d'entre els que naveguen pel Mediterrani i un dels tres llaüts considerats embarcacions històriques a Catalunya. Els altres dos són el Rafael de Palamós i el Sant Isidre de Cadaqués.
Originàriament era un barco de vela llatina utilitzat tant per la pesca com per al transport de cabotatge. Actualment és propietat de l'associació Bricbarca i de l'Ajuntament de Vilassar de Mar, i es dedica principalment a activitats didàctiques com ara una escola de vela llatina per a petits i grans, cursos de navegació clàssica i navegacions per descobrir la costa.

## Estructura, construcció i restauració
La seva construcció es caracteritza bàsicament per unes línies i seccions molt fines, que li proporcionen més velocitat. La roda i el codast son verticals, i formen un angle recte amb la quilla, de manera que el seu puntal és més gran que el d'un llagut normal. La coberta és correguda, força convexa transversalment per facilitar el desguàs a través dels embons i donar més alçada a l'interior de embarcació.
Les tasques de restauració es van dur a terme d'agost del 2002 fins al juny del 2004, la major part a les drassanes de Roses, gràcies a la col·laboració de la Diputació de Barcelona i el Museu Marítim de Barcelona.
L'estructura de l'embarcació és de fusta i compta amb gran part de les quadernes d'olivera, la quilla, la roda i el codast de roure i les taules del folre de pi negre originals. Els bacallans que reforcen l'orla també han sobreviscut al pas del temps. En canvi la popa ha estat reformada per tornar-la a la seva aparença original, ja que a l'any 1936 es va modificar per instal·lar el primer motor.
Per a la restauració del buc es van fer servir fonamentalment fustes de roure, pi pinyoner i pi de Flandes. Els mampars de compartimentació i els paiols son de tauler marí.

### Aparell
Com que el barco havia estat desaparellat per a la pesca d'arrossegament, es va haver d'aparellar de nou l'embarcació amb un pal mestre i un arbre de mitjana. El pal mestre prové d'un avet de més de vint metres d'alçada. Igual que la resta de pals, ha estat químicament tractat a per evitar el seu podriment. Tots els quadernals i bossells son d'alzina.

## Història
El Sant Ramon va ser construït l'any 1904, a la platja del Campello (Alacant), a mans del mestre d'aixa Gerónimo Lloret com un llaüt quillat. Aquest tipus d'embarcacions amb molt puntal eren ràpides i utilitzades per a la pesca i el transport de cabotatge. Són embarcacions originàries de la costa alacantina tot i que també van ser construïdes a les drassanes catalanes.
Segons consta en el “Llibre d´Assentament” original del Sant Ramon, aquesta embarcació va estar navegant a la vela fins acabada la guerra civil. Els llaüts quillats van ser dels primers vaixells que van incorporar motor, primer com un element complementari, sense eliminar l'aparell llatí per més tard substituir per complert la vela. A l'octubre del any 1939, quan va ser adquirida per Vicente Ballester, se li va instal·lar el primer motor, concretament un OTTO dièsel de 50 cavalls de potència. Des d'aleshores, el Sant Ramon ha anat canviant d'armadors, fins a arribar a mans de Joan Compte Olmos, que en va ser propietari patró durant catorze anys.
A l'any 2001, l'associació Bricbarca de Vilassar de Mar va detectar el Sant Ramon a Benicarló (Castelló), que per aquelles dates estava fent les darreres navegacions reconvertit en bou d'arrossegament. A partir d'aquell moment va estar sotmès a un profund procés de restauració fins que al 19 de juny de 2004, dia de sant Ramon, va ser beneït segons la tradició del segle xviii davant de l'Ajuntament de Vilassar de Mar. La compra, recuperació i restauració de l'embarcació va ser possible gràcies als esforços econòmics i al temps invertit per diferents persones i institucions que, aportant petites o majors aportacions econòmiques, van fer possible que actualment el Sant Ramon continuï navegant per la costa catalana. Entre elles cal destacar l'Ajuntament i el Museu de la Marina de Vilassar de Mar, el Port de Mataró i Ports de la Generalitat, la Diputació de Barcelona i el Museu Marítim de Barcelona.
Actualment el Sant Ramon es troba amarrat al Port de Mataró i es dedica, sota la coordinació de l'associació Bricbarca a diferents activitats nàutiques, com la iniciació a la mar, dirigida als escolars, a programes de formació marinera, a navegacions de lleure per descobrir la costa i a participar activament en trobades i concentracions de vela llatina.